# Salomona marmorata
Salomona marmorata är en insektsart som först beskrevs av Blanchard 1853.  Salomona marmorata ingår i släktet Salomona och familjen vårtbitare. Inga underarter finns listade i Catalogue of Life.